# Julija Milko-Tschernomorez
Julija Antonauna Milko-Tschernomorez (belarussisch Юлія Антонаўна Мілко-Черноморец, wissenschaftliche Transliteration Julija Antonaŭna Milko-Chernomorec, englische Transkription Yuliya Milko-Chernomorets; * 11. Oktober 1975 in Minsk) ist eine ehemalige belarussische Freestyle-Skierin. Sie startete in den Buckelpisten-Disziplinen Moguls und Dual Moguls.

## Werdegang
Milko-Tschernomorez trat international erstmals bei den Internationalen Jugendmeisterschaften 1994 in Laajavuori in Erscheinung, wobei sie den neunten Platz im Moguls errang und kam bei den Weltmeisterschaften 1995 in La Clusaz auf den 25. Platz im Moguls. In der Saison 1995/96 erreichte sie im Europacup mit zehn Top-Zehn-Platzierungen, darunter einen ersten Platz den 16. Platz in der Gesamtwertung sowie den dritten Rang in der Dual-Moguls-Wertung und nahm in Altenmarkt-Zauchensee erstmals am Weltcup teil, wobei sie den 17. Platz im Moguls errang. Dies war ihre beste Platzierung im Weltcup, welche sie im Dezember 1996 in Tignes im Dual Moguls sowie im Dezember 1997 in La Plagne im Moguls wiederholen konnte. In der Saison 1997/98 nahm sie in Châtel zum zehnten und damit letzten Mal am Weltcup teil und belegte bei den Olympischen Winterspielen 1998 in Nagano den 19. Platz im Moguls.